# 鹿塩村
鹿塩村（かしおむら）は、かつて岐阜県加茂郡にあった村である。
現在の加茂郡川辺町鹿塩に該当する。

## 歴史
- 1889年（明治22年）7月1日 - 町村制により、鹿塩村が発足。
- 1897年（明治30年）4月1日 - 川浦村、廿屋村、及び上川辺村の一部[1]と合併し、三和村が発足。同日鹿塩村は廃止。
- 1954年（昭和29年）4月1日 - 三和村が分割され[2]、旧・鹿塩村域は川辺町に編入。

## その他
- 1897年の合併のさい、鹿塩村の住民は川辺町との合併が希望されていたが、行政の指導により幻となっている[3]。